# Paz Lenchantin
Paz Lenchantin (Mar del Plata, 12 december 1973) is een Argentijns-Amerikaans musicus. Zij is de voormalige bassiste van A Perfect Circle , The Entrance Band, en Zwan en is sinds 2014 bassiste van Pixies.

## Biografie
Lenchantin werd geboren in Argentinië en verhuisde op 4-jarige leeftijd met haar familie naar Los Angeles. Haar beide ouders waren concertpianisten, haar moeder was hiernaast ook nog componist. Ze had een broer, Luciano (overleden in 2003), en heeft een zus, Ana-Vale. Lenchantin is een klassiek opgeleid musicus; ze bespeelt naast de basgitaar ook piano en viool. Voordat ze bij A Perfect Circle kwam was ze pianoleraar en geluidscomponist.
- International Standard Name Identifier: 0000 0000 5608 8268
- MusicBrainz: 45b1e8a0-0757-4b0f-99e2-bbba94af1557
- Nationale Bibliotheek van Tsjechië: xx0087098
- Virtual International Authority File: 85878863